# Железничка станица Крњево-Трновче
Железничка станица Крњево-Трновче је једна од железничких станица на прузи Мала Крсна—Велика Плана. Налази се насељу Крњево у општини Велика Плана. Пруга се наставља у једном смеру ка Великом Орашју и у другом према Лозовик-Сараорцима. Железничка станица Крњево-Трновче састоји се из 3 колосека.